# Ronnie Romero
Ronald „Ronnie“ Romero (* 20. November 1981, Santiago de Chile) ist ein chilenischer Hard-Rock- und Heavy-Metal-Sänger. Seit 2016 ist er u. a. Sänger der Hard-Rock-Band Rainbow.

## Leben und Musik
Ronnie Romero wuchs in einer protestantischen Familie von Musikern auf. Im Alter von 7 Jahren begann er in einem Gospelchor zu singen. Romero zog 2009 von Chile nach Spanien und wurde 2014 Gründungsmitglied und Leadsänger der spanischen Hardrock-Band Lords of Black. 2018 erklärte er seinen Rückzug aus der Band, kehrte jedoch 2020 zurück.
Im November 2015 gab Ritchie Blackmore bekannt, dass Romero der neue Leadsänger bei der Reunion seiner Band Rainbow sein werde, die er 1997 aufgelöst hatte. Laut Blackmore hatte seine Ehefrau Candice Night, die auch Sängerin von Blackmore’s Night und Backgroundsängerin bei Rainbow ist, zufällig Youtube-Videos von Romeros spanischer Rainbow-Tribute Band Rising und dessen Interpretation des Songs Man on the Silver Mountain beim Leyendas del Rock Festival 2014 im Internet entdeckt und ihm empfohlen, Kontakt zu ihm aufzunehmen. Wegen der Entdeckung Romeros habe Blackmore dann überhaupt die Idee entwickelt, mit diesem die Band Rainbow zu reaktivieren. Rainbow hatte seit 19 Jahren nicht mehr live gespielt.
2016 erfolgten die ersten Liveauftritte Romeros mit Rainbow bei zwei deutschen Monsters-of-Rock-Festivals, bei denen auch Thin Lizzy und Manfred Mann’s Earth Band spielten. Von 2017 bis 2019 spielten Rainbow auf zahlreichen großen Festivals.
In der Schweizer Band CoreLeoni, einem Nebenprojekt von zwei Gotthard-Musikern, war Romero seit der Gründung 2017 bis 2020 ebenfalls Leadsänger und nahm zwei Studioalben mit der Band auf. Leo Leoni und Romero hatten sich bereits 2014 getroffen, als Lords of Black in Spanien im Vorprogramm vor Gotthard gespielt hatte.
Romero arbeitete 2019 zum ersten Mal mit dem deutschen Rockgitarristen Michael Schenker auf dessen zweitem Studioalbum Revelation, seines Projektes Michael Schenker Fest, zusammen, wo er das Lied We are the Voice als Gast sang. Im Januar 2021 erschien das von Schenker unter dem Kürzel MSG betitelte Studioalbum Immortal mit Romero als Interpret in vier Liedern. Ende Oktober 2021 ging Romero mit ihm auf eine kleine England-Tour. Dann im Mai 2022 kam das MSG-Folgealbum Universal auf den Markt, mit Romero als alleiniger Vokalist. Von 2021 bis Mitte 2023 war er fast bei allen Livekonzerten Sänger der Michael Schenker Group/MSG.
Außerdem war Romero Sänger des Projekts Destinia, das von dem japanischen Gitarristen Nozomu Wakai zusammengestellt wurde sowie bei den Bands Sunstorm und The Ferrymen. Ebenfalls war er Leadsänger auf dem Studioalbum 2020 der niederländischen Hardrock-Band Vandenberg um den ehemaligen Whitesnake-Gitarristen Adrian Vandenberg.
2022 war Romero Gastmusiker beim bulgarischen Beitrag für den ESC in Turin: Intelligent Music Project mit Intention. Im Frühjahr des Jahres 2022 wurde Romeros erstes Soloalbum Raised on Radio veröffentlicht, im Januar 2023 folgte Raised on Heavy Radio, im März Too Many Lies, too Many Masters, sein erstes Soloalbum mit Eigenkompositionen. 2023 erschien ebenfalls das Debütalbum seiner neuen Supergroup Elegant Weapons.
Romero lebt mit seiner Ehefrau Corina Minda im rumänischen Bukarest. Sie ist auf dem Cover von Romeros erstem Soloalbum abgebildet. Außerdem wirkte sie in seinem Video zu Girl on the Moon mit.